# إدموند أثيلينج
إدموند أثيلينج هو أمير من بيت وسكس، وُلد في 1016 أو 1017 وتوفي قبل عام 1057. إدموند هو أحد ابني الملك إدموند أيرونسايد، الذي حكم إنجلترا لفترة وجيزة وناضل من أجل العرش مع الدنماركي كنوت الأكبر. بعد وفاة إدموند في نوفمبر 1016، أصبح كنوت الملك الوحيد لإنجلترا وأرسل أبناء منافسه الصغار، إدوارد وإدموند، إلى المنفى في القارة.
لا تتفق المصادر الوسطى على مسار حياة الأميرين. قد يكونان قد عاشا لفترة في السويد وفي بلاط ياروسلاف الحكيم في كييف، قبل أن يستقرا في المجر. يعتقد أن إدموند قد تزوج من أميرة مجرية، وتوفي في هذا البلد في 10 يناير من عام غير معروف قبل 1057.

## الخلفية
بعد بضعة عقود من الهدوء، أصبحت مملكة إنجلترا هدفًا لهجمات الفايكنج الكبيرة بدءًا من تسعينيات القرن العاشر، تحت حكم أثيلريد غير المستعد. غزا الملك الدنماركي سوين فوركبيرد البلاد في ديسمبر 1013، ولكنه توفي بعد بضعة أشهر في فبراير 1014، وطُرد ابنه كنوت من إنجلترا عند عودة أثيلريد.
في عام 1015، اغتال إثنان من زعماء الدانيلاو، الأخوين موركار وسيغفيرث، على يد إلدورمان ميرسيا إيدريك ستريونا. صادر الملك أثيلريد، الذي كان إيدريك مستشاره الأكثر استماعًا، ممتلكاتهما وأرسل أرملة سيغفيرث، إلدغيث، إلى دير مالمسبري. عارض ابن أثيلريد الأكبر، إدموند أيرونسايد، والده علانية بأخذ السيطرة على أراضيهما والزواج من إلدغيث بعد تحريرها. اعترف سكان منطقة الخمسة مدن به كملك.
عاد كنوت، ابن سفين، إلى إنجلترا على رأس جيش غزو. عند وفاة أثيلريد في أبريل 1016، اعترف بإدموند كملك واستمر في القتال ضد كنوت. هُزم في معركة أسندون في أكتوبر، ووافق على تقسيم المملكة مع الأمير الدنماركي. توفي بعد بضعة أسابيع، في 30 نوفمبر، مما ترك كنوت ليصبح الملك الوحيد لإنجلترا.

## السيرة الذاتية

### الولادة
ولد إدموند وأخوه إدوارد لأبوين هما إدموند أيرونسايد وإلدغيث. تزوج والداهما في نهاية صيف 1015، وبالتالي وُلدا في 1016 أو 1017. توفي والدهما في غضون خمسة عشر شهرًا بعد الزواج على الأكثر، وبالتالي يُفترض أنهما توأمان، إلا إذا كان أحدهما طفلًا وُلِد بعد الوفاة. ذكر المؤرخ وليام مالميسبري في القرن الثاني عشر خطأً أن إدموند، الذي أطلق عليه اسم إيدويغ، هو الأخ الأكبر لإدوارد. كلاهما يعتبر أثيلينغ، أي أمير مؤهل للملكية، ولكن وفاة والدهما المبكرة أبعدتهما عن العرش الذي استحوذ عليه كنوت بقوة.

### الحياة في المنفى

أوروبا في عام 1030.

في مقاله عن إدوارد المنفي للموسوعة البريطانية، يشير المؤرخ م. ك. لوسون إلى صعوبة المصادر المتعلقة بحياة الأميرين. المؤكد الوحيد هو أنهما أُرسلا إلى أوروبا القارية في سن صغيرة جدًا وقضيا هناك بقية حياتهما، باستثناء عودة إدوارد القصيرة إلى إنجلترا في عام 1057.
وفقًا للمؤرخ جون ووستر من القرن الثاني عشر، أصر إيدريك ستريونا على كنوت بقتل أبناء الملك إدموند، لكن كنوت تردد في ارتكاب هذه الجرائم على الأرض الإنجليزية وقرر إرسال الأطفال إلى السويد لقتلهم هناك. ومع ذلك، رفض ملك السويد طاعة كنوت وأرسل الأمراء إلى بلاط المجر. تشير النسخة "د" من السجل الأنجلوساكسوني، في مدخل مكتوب في نهاية القرن الحادي عشر، إلى أن إدوارد أُرسل إلى المجر بواسطة كنوت "للخيانة". يعتبر المؤرخ نيكولاس هوبر أن الرحلة المباشرة بين إنجلترا والمجر تبسيط مفرط للأمور، مما يؤكد غياب ذكر إدموند.
تشير مصادر أخرى إلى أن الأميرين قضيا جزءًا من حياتهما في بلاط أمير كييف ياروسلاف الحكيم. يؤكد كتاب "Leges Edwardi Confessoris" أنهم استُقبلوا عنده، ويكتب آدم من بريمن أنهم نُفوا إلى روسيا. يقترح عالم الأنساب سابولتش دي فاي أن الأميرين قد بقيا في السويد حتى عام 1028. في تلك السنة، لجأ ملك النرويج أولاف، المطرود من قبل كنوت، إلى السويد قبل مواصلة رحلته إلى كييف. يعتقد فاي أنه من الممكن أن الأميرين الإنجليزيين رافقاه في رحلته. يشير إلى أن الأمير المجري أندريه أقام فترة في بلاط ياروسلاف، ويفترض أنه كان برفقة إدموند وإدوارد عند عودته إلى المجر للاستيلاء على العرش في 1046، مما يفسر وجود الأخوين في هذا البلد.
في "تاريخ الإنجليز"، الذي كتبه الشاعر الأنجلو-نورمان جيفري غايمار في الثلاثينيات من القرن الحادي عشر، يروي أن إيما من نورماندي، زوجة كنوت بعد أن كانت زوجة أثيلريد، كانت السبب وراء نفي الأمراء. أقنعت كنوت بأنهما يشكلان تهديدًا له باعتبارهما ورثة شرعيين للعرش. يدعي غايمار أنهم أُرسلوا إلى الدنمارك، إلى رجل قوي يُدعى والجار. عندما بلغوا سن الثانية عشرة، طالب الإنجليز بعودتهم ليحكموهم. رغبت إيما في أن يصل أبناءها من أثيلريد إلى السلطة، لذلك ضغطت على كنوت لإصابتهم، لكن والجار رفض الطاعة وهرب بهم إلى "غارديمبري" (ربما تكون شكلًا محرفًا من "غارداريكي"، الاسم الذي أطلقه الإسكندنافيون على روسيا)، ثم إلى المجر. لا يعترف المؤرخون سيمون كينز وفرانك بارلو بهذا الرواية ويعتبرونها خيالية. من خلال فحصه للمصادر، خلص كينز إلى أن إدموند وإدوارد انتقلا على الأرجح أولاً إلى السويد، ثم إلى كييف، وأخيرًا إلى المجر.
وفقًا للمؤرخ من القرن الثاني عشر ألرد من ريفولكس، تزوج إدموند من ابنة ملك المجر. يلاحظ سيمون كينز أن ألرد قد يكون حصل على هذه المعلومات خلال إقامته في بلاط الملك الاسكتلندي ديفيد الأول، حفيد إدوارد المنفي من جهة الأم.

### الوفاة
أكد إلريد أن إدموند توفي بعد فترة قصيرة من زواجه، بينما أشار جون ووستر إلى أن إدموند توفي في المجر. يسجل وفاته في كتاب المزامير من منتصف القرن الحادي عشر المحفوظ في مكتبة بودليان تحت الرمز Douce 296. يحتوي الكتاب على تقويم للقديسين حيث أضيفت وفاة إدموند وإدوارد في وقت لاحق. يظهر تاريخ وفاة إدموند في 10 يناير، لكن السنة غير محددة. من المرجح أن الأمير توفي قبل عام 1054، السنة التي أرسل فيها إدوارد المعترف الأسقف إيلدريد إلى القارة لإعادة شقيقه إدوارد إلى إنجلترا. تأكد وفاته بحلول عام 1057، عندما توفي إدوارد بعد بضعة أيام من عودته إلى إنجلترا.

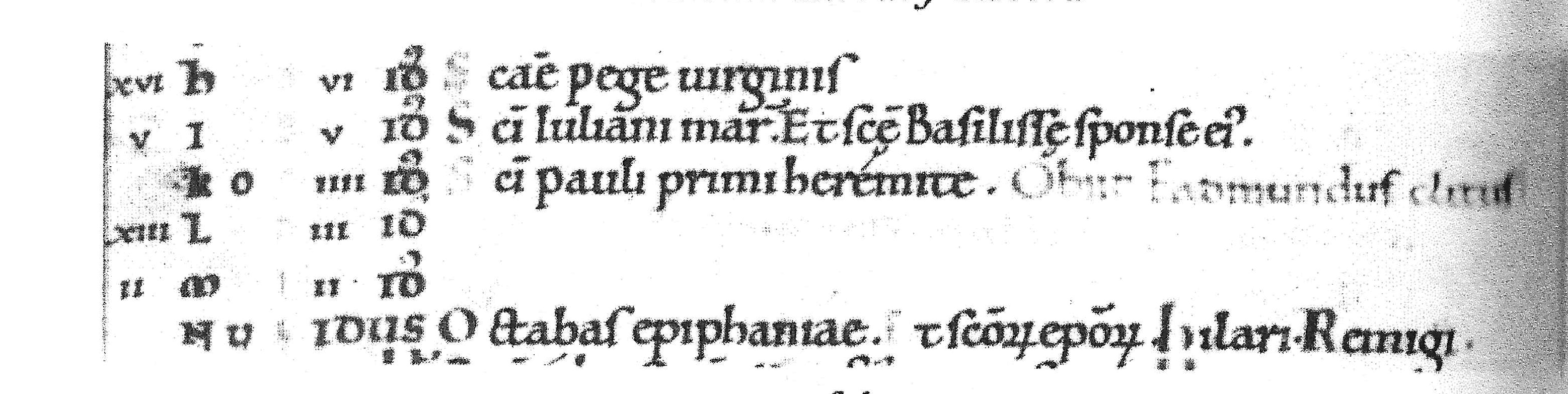
وفاة إدموند في المخطوطة Douce 296.